# Volta a Turquia 2024
La Volta a Turquia 2024 fou la 59a edició de la Volta a Turquia. La cursa es disputà entre el 21 i el 28 d'abril de 2024, amb un recorregut de 1.188,3km distribuïts en vuit etapes. La cursa formava part del calendari UCI ProSeries 2024.
El vencedor final fou el neerlandès Frank van den Broek (Team DSM-Firmenich PostNL), que s'imposà a Merhawi Kudus (Terengganu Cycling Team) i Paul Double (Team Polti Kometa), segon i tercer respectivament.

## Equips participants
L'organització va convidar a vint-i-cinc equips, quatre world Teams, nou Pro Teams i dotze equips continentals.
| WorldTeams (4)- Bora-Hansgrohe - Alpecin-Deceuninck - Astana Qazaqstan Team - Team dsm-firmenich PostNL ProTeams (9)- Caja Rural-Seguros RGA - Team Novo Nordisk - Polti Kometa - Bingoal WB - TDT-Unibet - VF Group-Bardiani CSF-Faizané - Burgos-BH - Corratec-Vini Fantini - Q36.5 Pro Cycling Team Equips continentals (12)- Beykoz Belediyesi Spor Türkiye - Tarteletto-Isorex - Bike Aid - China Glory - Mentech Continental Cycling Team - Terengganu Cycling Team - Rembe Pro Cycling Team Sauerland - Sakarya BB Pro Team - Kinan Racing Team - Adria Mobil - Mazowsze Serce Polski - Spor Toto Cycling Team - Konya Büyükşehir Belediye Spor |
| |

## Etapes
| Etapa    | Data      | Ciutats d'etapa     | type              | Distància (km) | Vencedor de l'etapa  | Líder de la general  |
| -------- | --------- | ------------------- | ----------------- | -------------- | -------------------- | -------------------- |
| 1a etapa | 21 de abr | Antalya – Antalya   | etapa plana       | 134,7          | Fabio Jakobsen       | Fabio Jakobsen       |
| 2a etapa | 22 de abr | Kemer – Kaş         | etapa accidentada | 190,6          | Max Kanter           | Henri Uhlig          |
| 3a etapa | 23 de abr | Fethiye – Marmaris  | etapa accidentada | 156,3          | Giovanni Lonardi     | Giovanni Lonardi     |
| 4a etapa | 24 de abr | Marmaris – Bodrum   | etapa accidentada | 137,9          | Tobias Lund Andresen | Tobias Lund Andresen |
| 5a etapa | 25 de abr | Bodrum – Kuşadası   | etapa accidentada | 177,9          | Tobias Lund Andresen | Tobias Lund Andresen |
| 6a etapa | 26 de abr | Kuşadası – Manisa   | etapa de muntanya | 160,1          | Frank van den Broek  | Frank van den Broek  |
| 7a etapa | 27 de abr | Esmirna – Esmirna   | etapa accidentada | 125,4          | Tobias Lund Andresen | Frank van den Broek  |
| 8a etapa | 28 de abr | Istanbul – Istanbul | etapa accidentada | 105,4          | etapa neutralitzada  |                      |

## Classificacions finals

### Classificació general
| \| Classificació general \| Classificació general \| Classificació general \| Classificació general \| Classificació general \| \| Corredor \| Corredor \| Equip \| Temps \| \| \| --------------------- \| --------------------- \| ------------------------- \| --------------------- \| --------------------- \| \| 1r \| Frank van den Broek \| Team dsm-firmenich PostNL \| 25h 53' 09" \| \| \| 2n \| Merhawi Kudus \| Terengganu Cycling Team \| + 4" \| \| \| 3r \| Paul Double \| Team Polti Kometa \| + 9" \| \| \| 4t \| Metkel Eyob \| Terengganu Cycling Team \| + 24" \| \| \| 5è \| Harold Martín López \| Astana Qazaqstan Team \| + 24" \| \| \| 6è \| Lander Loockx \| TDT-Unibet \| + 26" \| \| \| 7è \| Alexander Hajek \| Bora-Hansgrohe \| + 26" \| \| \| 8è \| Mario Aparicio \| Burgos-BH \| + 26" \| \| \| 9è \| Carl Fredrik Hagen \| Q36.5 Pro Cycling Team \| + 26" \| \| \| 10è \| Victor Langellotti \| Burgos-BH \| + 44" \| \| |                     |                           |             |
| |                     |                           |             |
| Font: ProCyclingStats |                     |                           |             |
| Classificació general |                     |                           |             |
| Corredor | Corredor            | Equip                     | Temps       |
| 1r | Frank van den Broek | Team dsm-firmenich PostNL | 25h 53' 09" |
| 2n | Merhawi Kudus       | Terengganu Cycling Team   | + 4"        |
| 3r | Paul Double         | Team Polti Kometa         | + 9"        |
| 4t | Metkel Eyob         | Terengganu Cycling Team   | + 24"       |
| 5è | Harold Martín López | Astana Qazaqstan Team     | + 24"       |
| 6è | Lander Loockx       | TDT-Unibet                | + 26"       |
| 7è | Alexander Hajek     | Bora-Hansgrohe            | + 26"       |
| 8è | Mario Aparicio      | Burgos-BH                 | + 26"       |
| 9è | Carl Fredrik Hagen  | Q36.5 Pro Cycling Team    | + 26"       |
| 10è | Victor Langellotti  | Burgos-BH                 | + 44"       |

### Classificacions secundàries
| Classificació de la muntanya | Classificació de la muntanya | Classificació de la muntanya              | Classificació de la muntanya | Classificació de la muntanya |
| Corredor                     | Corredor                     | Equip                                     | Punts                        |                              |
| ---------------------------- | ---------------------------- | ----------------------------------------- | ---------------------------- | ---------------------------- |
| 1r                           | Vinzent Dorn                 | Bike Aid                                  | 15 pts                       |                              |
| 2n                           | Frank van den Broek          | Team dsm-firmenich PostNL                 | 8 pts                        |                              |
| 3r                           | Samet Bulut                  | Istanbul Büyükșehir Belediye Spor Türkiye | 7 pts                        |                              |
| 4t                           | Oliver Mattheis              | Bike Aid                                  | 6 pts                        |                              |
| 5è                           | James Whelan                 | Q36.5 Pro Cycling Team                    | 6 pts                        |                              |
| 6è                           | Michał Pomorski              | Mazowsze Serce Polski                     | 6 pts                        |                              |
| 7è                           | Merhawi Kudus                | Terengganu Cycling Team                   | 6 pts                        |                              |
| 8è                           | Petros Mengs                 | Istanbul Büyükșehir Belediye Spor Türkiye | 5 pts                        |                              |
| 9è                           | Paul Double                  | Team Polti Kometa                         | 4 pts                        |                              |
| 10è                          | Lander Loockx                | TDT-Unibet                                | 3 pts                        |                              |

| Classificació de la muntanya | Classificació de la muntanya | Classificació de la muntanya              | Classificació de la muntanya | Classificació de la muntanya |
| Corredor                     | Corredor                     | Equip                                     | Punts                        |                              |
| ---------------------------- | ---------------------------- | ----------------------------------------- | ---------------------------- | ---------------------------- |
| 1r                           | Vinzent Dorn                 | Bike Aid                                  | 15 pts                       |                              |
| 2n                           | Frank van den Broek          | Team dsm-firmenich PostNL                 | 8 pts                        |                              |
| 3r                           | Samet Bulut                  | Istanbul Büyükșehir Belediye Spor Türkiye | 7 pts                        |                              |
| 4t                           | Oliver Mattheis              | Bike Aid                                  | 6 pts                        |                              |
| 5è                           | James Whelan                 | Q36.5 Pro Cycling Team                    | 6 pts                        |                              |
| 6è                           | Michał Pomorski              | Mazowsze Serce Polski                     | 6 pts                        |                              |
| 7è                           | Merhawi Kudus                | Terengganu Cycling Team                   | 6 pts                        |                              |
| 8è                           | Petros Mengs                 | Istanbul Büyükșehir Belediye Spor Türkiye | 5 pts                        |                              |
| 9è                           | Paul Double                  | Team Polti Kometa                         | 4 pts                        |                              |
| 10è                          | Lander Loockx                | TDT-Unibet                                | 3 pts                        |                              |

| Classificació per punts | Classificació per punts     | Classificació per punts                      | Classificació per punts | Classificació per punts |
| Corredor                | Corredor                    | Equip                                        | Punts                   |                         |
| ----------------------- | --------------------------- | -------------------------------------------- | ----------------------- | ----------------------- |
| 1r                      | Tobias Lund Andresen        | Team dsm-firmenich PostNL                    | 58 pts                  |                         |
| 2n                      | Giovanni Lonardi            | Team Polti Kometa                            | 48 pts                  |                         |
| 3r                      | Fabio Jakobsen              | Team dsm-firmenich PostNL                    | 44 pts                  |                         |
| 4t                      | Max Kanter                  | Astana Qazaqstan Team                        | 38 pts                  |                         |
| 5è                      | Henri Uhlig                 | Alpecin-Deceuninck                           | 37 pts                  |                         |
| 6è                      | Merhawi Kudus               | Terengganu Cycling Team                      | 35 pts                  |                         |
| 7è                      | Iúri Leitão                 | Caja Rural-Seguros RGA                       | 29 pts                  |                         |
| 8è                      | Timothy Dupont              | Tarteletto-Isorex                            | 28 pts                  |                         |
| 9è                      | Enrico Zanoncello           | VF Group-Bardiani CSF-Faizanè                | 26 pts                  |                         |
| 10è                     | Reinardt Janse van Rensburg | China Glory-Mentech Continental Cycling Team | 24 pts                  |                         |

| Classificació per punts | Classificació per punts     | Classificació per punts                      | Classificació per punts | Classificació per punts |
| Corredor                | Corredor                    | Equip                                        | Punts                   |                         |
| ----------------------- | --------------------------- | -------------------------------------------- | ----------------------- | ----------------------- |
| 1r                      | Tobias Lund Andresen        | Team dsm-firmenich PostNL                    | 58 pts                  |                         |
| 2n                      | Giovanni Lonardi            | Team Polti Kometa                            | 48 pts                  |                         |
| 3r                      | Fabio Jakobsen              | Team dsm-firmenich PostNL                    | 44 pts                  |                         |
| 4t                      | Max Kanter                  | Astana Qazaqstan Team                        | 38 pts                  |                         |
| 5è                      | Henri Uhlig                 | Alpecin-Deceuninck                           | 37 pts                  |                         |
| 6è                      | Merhawi Kudus               | Terengganu Cycling Team                      | 35 pts                  |                         |
| 7è                      | Iúri Leitão                 | Caja Rural-Seguros RGA                       | 29 pts                  |                         |
| 8è                      | Timothy Dupont              | Tarteletto-Isorex                            | 28 pts                  |                         |
| 9è                      | Enrico Zanoncello           | VF Group-Bardiani CSF-Faizanè                | 26 pts                  |                         |
| 10è                     | Reinardt Janse van Rensburg | China Glory-Mentech Continental Cycling Team | 24 pts                  |                         |

| Classificació per equips | Classificació per equips      | Classificació per equips | Classificació per equips |
| Equip                    | Equip                         | Temps                    |                          |
| ------------------------ | ----------------------------- | ------------------------ | ------------------------ |
| 1r                       | Q36.5 Pro Cycling Team        | 77h 41' 49"              |                          |
| 2n                       | Terengganu Cycling Team       | + 9"                     |                          |
| 3r                       | VF Group-Bardiani CSF-Faizané | + 26"                    |                          |
| 4t                       | Astana Qazaqstan Team         | + 29"                    |                          |
| 5è                       | Burgos-BH                     | + 33"                    |                          |
| 6è                       | Bingoal WB                    | + 3' 38"                 |                          |
| 7è                       | Bike Aid                      | + 4' 25"                 |                          |
| 8è                       | Bora-Hansgrohe                | + 9' 54"                 |                          |
| 9è                       | TDT-Unibet                    | + 10' 00"                |                          |
| 10è                      | Caja Rural-Seguros RGA        | + 10' 11"                |                          |

| Classificació per equips | Classificació per equips      | Classificació per equips | Classificació per equips |
| Equip                    | Equip                         | Temps                    |                          |
| ------------------------ | ----------------------------- | ------------------------ | ------------------------ |
| 1r                       | Q36.5 Pro Cycling Team        | 77h 41' 49"              |                          |
| 2n                       | Terengganu Cycling Team       | + 9"                     |                          |
| 3r                       | VF Group-Bardiani CSF-Faizané | + 26"                    |                          |
| 4t                       | Astana Qazaqstan Team         | + 29"                    |                          |
| 5è                       | Burgos-BH                     | + 33"                    |                          |
| 6è                       | Bingoal WB                    | + 3' 38"                 |                          |
| 7è                       | Bike Aid                      | + 4' 25"                 |                          |
| 8è                       | Bora-Hansgrohe                | + 9' 54"                 |                          |
| 9è                       | TDT-Unibet                    | + 10' 00"                |                          |
| 10è                      | Caja Rural-Seguros RGA        | + 10' 11"                |                          |

## Evolució de les classificacions
| Etapa                  | Vencedor               | Classificació general | Classificació per punts | Classificació de la muntanya | Classificació per equips      |
| ---------------------- | ---------------------- | --------------------- | ----------------------- | ---------------------------- | ----------------------------- |
| 1                      | Fabio Jakobsen         | Fabio Jakobsen        | Fabio Jakobsen          | Michał Pomorski              | Alpecin-Deceuninck            |
| 2                      | Max Kanter             | Henri Uhlig           | Giovanni Lonardi        | Samet Bulut                  | Q36.5 Pro Cycling Team        |
| 3                      | Giovanni Lonardi       | Giovanni Lonardi      | Giovanni Lonardi        | Samet Bulut                  | VF Group-Bardiani CSF-Faizané |
| 4                      | Tobias Lund Andresen   | Tobias Lund Andresen  | Giovanni Lonardi        | Vinzent Dorn                 | Astana Qazaqstan Team         |
| 5                      | Tobias Lund Andresen   | Tobias Lund Andresen  | Giovanni Lonardi        | Vinzent Dorn                 | Astana Qazaqstan Team         |
| 6                      | Frank van den Broek    | Frank van den Broek   | Giovanni Lonardi        | Vinzent Dorn                 | Q36.5 Pro Cycling Team        |
| 7                      | Tobias Lund Andresen   | Frank van den Broek   | Tobias Lund Andresen    | Vinzent Dorn                 | Q36.5 Pro Cycling Team        |
| 8                      | anul·lada              | Frank van den Broek   | Tobias Lund Andresen    | Vinzent Dorn                 | Q36.5 Pro Cycling Team        |
| Classificacions finals | Classificacions finals | Frank van den Broek   | Tobias Lund Andresen    | Vinzent Dorn                 | Q36.5 Pro Cycling Team        |

## Llista de participants
| Bora-Hansgrohe BOH | Bora-Hansgrohe BOH     | Bora-Hansgrohe BOH |
| ------------------ | ---------------------- | ------------------ |
| Núm                | Ciclista               | Pos                |
| 1                  | Filip Maciejuk (POL)   | 56è                |
| 2                  | Alexander Hajek (AUT)  | 7è                 |
| 3                  | Sam Welsford (AUS)     | NP-8               |
| 4                  | Luis-Joe Lührs (GER)   | 108è               |
| 5                  | Ryan Mullen (IRL)      | NP-8               |
| 6                  | Danny van Poppel (NED) | NP-6               |
| 7                  | Frederik Wandahl (DEN) | 17è                |

| Team dsm-firmenich PostNL DFP | Team dsm-firmenich PostNL DFP | Team dsm-firmenich PostNL DFP |
| ----------------------------- | ----------------------------- | ----------------------------- |
| Núm                           | Ciclista                      | Pos                           |
| 11                            | Tobias Lund Andresen (DEN)    | 66è                           |
| 12                            | Julius van den Berg (NED)     | 83è                           |
| 13                            | Frank van den Broek (NED)     | 1r                            |
| 14                            | Johan Dorussen (NED)          | 150è                          |
| 15                            | Fabio Jakobsen (NED)          | 109è                          |
| 16                            | Benjamin Peatfield (GBR)      | DNF-5                         |
| 17                            | Bram Welten (NED)             | 98è                           |

| Alpecin-Deceuninck ADC | Alpecin-Deceuninck ADC | Alpecin-Deceuninck ADC |
| ---------------------- | ---------------------- | ---------------------- |
| Núm                    | Ciclista               | Pos                    |
| 21                     | Robbe Ghys (BEL)       | NP-5                   |
| 22                     | Jensen Plowright (AUS) | 125è                   |
| 23                     | Jonas Rickaert (BEL)   | 87è                    |
| 24                     | Ramon Sinkeldam (NED)  | 96è                    |
| 25                     | Henri Uhlig (GER)      | 61è                    |
| 26                     | Simon Dehairs (BEL)    | 114è                   |

| Astana Qazaqstan Team AST | Astana Qazaqstan Team AST | Astana Qazaqstan Team AST |
| ------------------------- | ------------------------- | ------------------------- |
| Núm                       | Ciclista                  | Pos                       |
| 31                        | Mark Cavendish (GBR)      | 117è                      |
| 32                        | Davide Ballerini (ITA)    | 57è                       |
| 33                        | Max Kanter (GER)          | 70è                       |
| 34                        | Rüdiger Selig (GER)       | 129è                      |
| 35                        | Vadim Pronskiy (KAZ)      | 11è                       |
| 36                        | Harold Martín López (ECU) | 5è                        |
| 37                        | Nicolas Vinokourov (KAZ)  | 22è                       |

| Q36.5 Pro Cycling Team Q36 | Q36.5 Pro Cycling Team Q36   | Q36.5 Pro Cycling Team Q36 |
| -------------------------- | ---------------------------- | -------------------------- |
| Núm                        | Ciclista                     | Pos                        |
| 41                         | Negasi Abreha (ETH)          | 44è                        |
| 42                         | Marcel Camprubí Pijoan (ESP) | 26è                        |
| 43                         | Filippo Conca (ITA)          | 19è                        |
| 44                         | Mark Donovan (GBR)           | 18è                        |
| 45                         | Carl Fredrik Hagen (NOR)     | 9è                         |
| 46                         | Rory Townsend (IRL)          | 82è                        |
| 47                         | James Whelan (AUS)           | 28è                        |

| Caja Rural-Seguros RGA CJR | Caja Rural-Seguros RGA CJR | Caja Rural-Seguros RGA CJR |
| -------------------------- | -------------------------- | -------------------------- |
| Núm                        | Ciclista                   | Pos                        |
| 51                         | Daniel Babor (CZE)         | 132è                       |
| 52                         | Tomáš Bárta (CZE)          | 135è                       |
| 53                         | Jefferson Cepeda (ECU)     | 29è                        |
| 54                         | David González López (ESP) | 33è                        |
| 55                         | Calum Johnston (GBR)       | 47è                        |
| 56                         | Iúri Leitão (POR)          | 99è                        |
| 57                         | Jokin Murguialday (ESP)    | DNF-5                      |

| Team Polti Kometa PTK | Team Polti Kometa PTK  | Team Polti Kometa PTK |
| --------------------- | ---------------------- | --------------------- |
| Núm                   | Ciclista               | Pos                   |
| 61                    | Mirco Maestri (ITA)    | 62è                   |
| 62                    | Giovanni Lonardi (ITA) | 68è                   |
| 63                    | Paul Double (GBR)      | 3r                    |
| 64                    | Manuel Peñalver (ESP)  | 91è                   |
| 65                    | Diego Sevilla (ESP)    | 55è                   |
| 66                    | Andrea Pietrobon (ITA) | 75è                   |
| 67                    | Erik Fetter (HUN)      | 72è                   |

| Burgos-BH BBH | Burgos-BH BBH                      | Burgos-BH BBH |
| ------------- | ---------------------------------- | ------------- |
| Núm           | Ciclista                           | Pos           |
| 71            | George Jackson (NZL)               | 65è           |
| 72            | Sebastián Mora Vedri (ESP)         | 40è           |
| 73            | Jambaljamts Sainbayar (MGL) (ruta) | DNF-3         |
| 74            | Mario Aparicio (ESP)               | 8è            |
| 75            | Victor Langellotti (MON)           | 10è           |
| 76            | Alejandro Franco (ESP)             | 31è           |
| 77            | David Delgado Higueruelo (ESP)     | 48è           |

| VF Group-Bardiani CSF-Faizanè VBF | VF Group-Bardiani CSF-Faizanè VBF | VF Group-Bardiani CSF-Faizanè VBF |
| --------------------------------- | --------------------------------- | --------------------------------- |
| Núm                               | Ciclista                          | Pos                               |
| 81                                | Luca Colnaghi (ITA)               | 86è                               |
| 82                                | Filippo Magli (ITA)               | 58è                               |
| 83                                | Luca Paletti (ITA)                | 20è                               |
| 84                                | Mattia Pinazzi (ITA)              | 95è                               |
| 85                                | Manuele Tarozzi (ITA)             | 12è                               |
| 86                                | Enrico Zanoncello (ITA)           | 67è                               |
| 87                                | Samuele Zoccarato (ITA)           | 37è                               |

| Bingoal WB BWB | Bingoal WB BWB          | Bingoal WB BWB |
| -------------- | ----------------------- | -------------- |
| Núm            | Ciclista                | Pos            |
| 91             | Floris De Tier (BEL)    | 34è            |
| 92             | Davide Persico (ITA)    | 77è            |
| 93             | Lennert Teugels (BEL)   | 14è            |
| 94             | Marco Tizza (ITA)       | 21è            |
| 95             | Kenneth Van Rooy (BEL)  | 54è            |
| 96             | Nathan Vandepitte (FRA) | 92è            |
| 97             | Sasha Weemaes (BEL)     | 116è           |

| Team Corratec-Vini Fantini COR | Team Corratec-Vini Fantini COR | Team Corratec-Vini Fantini COR |
| ------------------------------ | ------------------------------ | ------------------------------ |
| Núm                            | Ciclista                       | Pos                            |
| 101                            | Valerio Conti (ITA)            | 16è                            |
| 102                            | Etienne van Empel (NED)        | 105è                           |
| 103                            | Giulio Masotto (ITA)           | 139è                           |
| 104                            | Samuele Zambelli (ITA)         | 138è                           |
| 105                            | Simone Olivero (ITA)           | 119è                           |
| 106                            | Attilio Viviani (ITA)          | 106è                           |
| 107                            | Jakub Mareczko (ITA)           | 146è                           |

| TDT-Unibet TDT | TDT-Unibet TDT          | TDT-Unibet TDT |
| -------------- | ----------------------- | -------------- |
| Núm            | Ciclista                | Pos            |
| 111            | Martijn Budding (NED)   | 102è           |
| 112            | Sebastian Nielsen (DEN) | 63è            |
| 114            | Andreas Stokbro (DEN)   | 41è            |
| 115            | Davide Bomboi (BEL)     | NP-2           |
| 116            | Lander Loockx (BEL)     | 6è             |
| 117            | Owen Geleijn (NED)      | 49è            |

| Team Novo Nordisk TNN | Team Novo Nordisk TNN   | Team Novo Nordisk TNN |
| --------------------- | ----------------------- | --------------------- |
| Núm                   | Ciclista                | Pos                   |
| 121                   | Antonio Polga (ITA)     | 89è                   |
| 122                   | Sam Brand (GBR)         | 88è                   |
| 123                   | Matyáš Kopecký (CZE)    | NP-6                  |
| 124                   | Péter Kusztor (HUN)     | 46è                   |
| 125                   | David Lozano Riba (ESP) | 50è                   |
| 126                   | Andrea Peron (ITA)      | 74è                   |
| 127                   | Filippo Ridolfo (ITA)   | 110è                  |

| Terengganu Cycling Team TSG | Terengganu Cycling Team TSG | Terengganu Cycling Team TSG |
| --------------------------- | --------------------------- | --------------------------- |
| Núm                         | Ciclista                    | Pos                         |
| 131                         | Anatoli Budiak (UKR)        | 23è                         |
| 132                         | Metkel Eyob (ERI)           | 4t                          |
| 133                         | Merhawi Kudus (ERI)         | 2n                          |
| 134                         | Nur Aiman Zariff (MAS)      | 142è                        |
| 135                         | Youcef Reguigui (ALG)       | 137è                        |
| 136                         | Nur Aiman Rosli (MAS)       | 128è                        |
| 137                         | Andreas Miltiadis (CYP)     | 60è                         |

| China Glory-Mentech Continental Cycling Team CGC | China Glory-Mentech Continental Cycling Team CGC | China Glory-Mentech Continental Cycling Team CGC |
| ------------------------------------------------ | ------------------------------------------------ | ------------------------------------------------ |
| Núm                                              | Ciclista                                         | Pos                                              |
| 141                                              | Lyu Xianjing (CHN)                               | 36è                                              |
| 142                                              | Ma Binyan (CHN)                                  | 147è                                             |
| 143                                              | Willie Smit (RSA)                                | 45è                                              |
| 144                                              | Lucas De Rossi (FRA)                             | 51è                                              |
| 146                                              | Teng Geng (CHN)                                  | 123è                                             |
| 147                                              | Reinardt Janse van Rensburg (RSA)                | 84è                                              |

| Tarteletto-Isorex TIS | Tarteletto-Isorex TIS | Tarteletto-Isorex TIS |
| --------------------- | --------------------- | --------------------- |
| Núm                   | Ciclista              | Pos                   |
| 151                   | Robbe Claeys (BEL)    | 71è                   |
| 152                   | Timothy Dupont (BEL)  | 100è                  |
| 153                   | Thomas Joseph (BEL)   | 53è                   |
| 154                   | Gianni Marchand (BEL) | 52è                   |
| 155                   | Jacob Relaes (BEL)    | 80è                   |
| 156                   | Arne Santy (BEL)      | 101è                  |
| 157                   | Mauro Verwilt (BEL)   | 76è                   |

| Bike Aid BAI | Bike Aid BAI            | Bike Aid BAI |
| ------------ | ----------------------- | ------------ |
| Núm          | Ciclista                | Pos          |
| 161          | Antoine Berlin (MON)    | 43è          |
| 162          | Léo Bouvier (FRA)       | 113è         |
| 163          | Vinzent Dorn (GER)      | 64è          |
| 164          | Pirmin Eisenbarth (GER) | 115è         |
| 165          | Oliver Mattheis (GER)   | 27è          |
| 166          | Anton Schiffer (GER)    | 38è          |
| 167          | Dawit Yemane (ERI)      | 15è          |

| Istanbul Büyükșehir Belediye Spor Türkiye BGS | Istanbul Büyükșehir Belediye Spor Türkiye BGS | Istanbul Büyükșehir Belediye Spor Türkiye BGS |
| --------------------------------------------- | --------------------------------------------- | --------------------------------------------- |
| Núm                                           | Ciclista                                      | Pos                                           |
| 171                                           | Natnael Berhane (ERI)                         | 25è                                           |
| 172                                           | Petros Mengs (ERI)                            | 69è                                           |
| 173                                           | Zeki Kaygisiz (TUR)                           | 124è                                          |
| 174                                           | Samet Bulut (TUR)                             | 81è                                           |
| 175                                           | Batuhan Özgür (TUR)                           | 149è                                          |

| Istanbul Büyüksehir Belediye Spor Türkiye IBB | Istanbul Büyüksehir Belediye Spor Türkiye IBB | Istanbul Büyüksehir Belediye Spor Türkiye IBB |
| --------------------------------------------- | --------------------------------------------- | --------------------------------------------- |
| Núm                                           | Ciclista                                      | Pos                                           |
| 176                                           | Muhammed Erkan (TUR)                          | 127è                                          |

| REMBE Pro Cycling Team Sauerland SVL | REMBE Pro Cycling Team Sauerland SVL | REMBE Pro Cycling Team Sauerland SVL |
| ------------------------------------ | ------------------------------------ | ------------------------------------ |
| Núm                                  | Ciclista                             | Pos                                  |
| 181                                  | Julian Borresch (GER)                | 42è                                  |
| 182                                  | Jan-Marc Temmen (GER)                | 90è                                  |
| 183                                  | Yago Aguirre (ESP)                   | 35è                                  |
| 184                                  | Paul Wright (NZL)                    | 103è                                 |
| 185                                  | Jonathan Rottmann (GER)              | 134è                                 |
| 186                                  | Henri-Johannes Appelbaum (GER)       | 59è                                  |
| 187                                  | Jacob Scott (GBR)                    | 104è                                 |

| Sakarya BB Pro Team SBB | Sakarya BB Pro Team SBB   | Sakarya BB Pro Team SBB |
| ----------------------- | ------------------------- | ----------------------- |
| Núm                     | Ciclista                  | Pos                     |
| 191                     | Burak Abay (TUR) (ruta)   | 24è                     |
| 192                     | Furkan Akcam (TUR)        | DNF-3                   |
| 193                     | Sergey Rostovtsev         | 148è                    |
| 194                     | Musa Mikayilzade (AZE)    | 112è                    |
| 195                     | Emre Yuca (TUR)           | DNF-4                   |
| 196                     | Emir Uzun (TUR)           | DNF-5                   |
| 197                     | Sefa Süleyman Temel (TUR) | DNF-4                   |

| Kinan Racing Team KIN | Kinan Racing Team KIN      | Kinan Racing Team KIN |
| --------------------- | -------------------------- | --------------------- |
| Núm                   | Ciclista                   | Pos                   |
| 201                   | Yudai Arashiro (JPN)       | 107è                  |
| 202                   | Ryan Cavanagh (AUS) (ruta) | 79è                   |
| 203                   | Raymond Kreder (NED)       | 111è                  |
| 204                   | Thomas Lebas (FRA)         | NP-7                  |
| 205                   | Daiki Magosaki (JPN)       | 97è                   |
| 206                   | Drew Morey (AUS)           | 32è                   |
| 207                   | Genki Yamamoto (JPN)       | 93è                   |

| Adria Mobil ADR | Adria Mobil ADR        | Adria Mobil ADR |
| --------------- | ---------------------- | --------------- |
| Núm             | Ciclista               | Pos             |
| 211             | Đorđe Đurić (SRB)      | 122è            |
| 212             | Tilen Finkšt (SLO)     | 73è             |
| 213             | Nicolas Gojković (CRO) | 126è            |
| 215             | Anže Skok (SLO)        | 94è             |
| 216             | Aljaž Turk (SLO)       | 78è             |
| 217             | Ramazan Yilmaz (TUR)   | 130è            |

| Mazowsze Serce Polski MSP | Mazowsze Serce Polski MSP | Mazowsze Serce Polski MSP |
| ------------------------- | ------------------------- | ------------------------- |
| Núm                       | Ciclista                  | Pos                       |
| 221                       | Marcin Budziński (POL)    | 13è                       |
| 222                       | Norbert Banaszek (POL)    | 118è                      |
| 223                       | Tomasz Budziński (POL)    | 39è                       |
| 224                       | Jakub Kaczmarek (POL)     | DNF-5                     |
| 225                       | Tobiasz Pawlak (POL)      | 136è                      |
| 226                       | Michał Pomorski (POL)     | 133è                      |
| 227                       | Konrad Czabok (POL)       | 120è                      |

| Spor Toto Cycling Team STC | Spor Toto Cycling Team STC | Spor Toto Cycling Team STC |
| -------------------------- | -------------------------- | -------------------------- |
| Núm                        | Ciclista                   | Pos                        |
| 231                        | Serdar Depe (TUR)          | 30è                        |
| 232                        | Ahmet Örken (TUR)          | 85è                        |
| 233                        | Feritcan Şamlı (TUR)       | 131è                       |
| 234                        | Doğukan Arikan (TUR)       | 143è                       |
| 235                        | Tahir Yigit (TUR)          | 140è                       |
| 236                        | Kaan Ozkalbim (TUR)        | DNF-4                      |
| 237                        | Mehmet Kanat (TUR)         | 144è                       |

| Konya Büyükşehir Belediye Spor KBB | Konya Büyükşehir Belediye Spor KBB | Konya Büyükşehir Belediye Spor KBB |
| ---------------------------------- | ---------------------------------- | ---------------------------------- |
| Núm                                | Ciclista                           | Pos                                |
| 244                                | Eyüp Karagöbek (TUR)               | 145è                               |
| 246                                | Mustafa Tarakci (TUR)              | DNF-4                              |

| Bora-Hansgrohe BOH | Bora-Hansgrohe BOH     | Bora-Hansgrohe BOH |
| ------------------ | ---------------------- | ------------------ |
| Núm                | Ciclista               | Pos                |
| 1                  | Filip Maciejuk (POL)   | 56è                |
| 2                  | Alexander Hajek (AUT)  | 7è                 |
| 3                  | Sam Welsford (AUS)     | NP-8               |
| 4                  | Luis-Joe Lührs (GER)   | 108è               |
| 5                  | Ryan Mullen (IRL)      | NP-8               |
| 6                  | Danny van Poppel (NED) | NP-6               |
| 7                  | Frederik Wandahl (DEN) | 17è                |

| Team dsm-firmenich PostNL DFP | Team dsm-firmenich PostNL DFP | Team dsm-firmenich PostNL DFP |
| ----------------------------- | ----------------------------- | ----------------------------- |
| Núm                           | Ciclista                      | Pos                           |
| 11                            | Tobias Lund Andresen (DEN)    | 66è                           |
| 12                            | Julius van den Berg (NED)     | 83è                           |
| 13                            | Frank van den Broek (NED)     | 1r                            |
| 14                            | Johan Dorussen (NED)          | 150è                          |
| 15                            | Fabio Jakobsen (NED)          | 109è                          |
| 16                            | Benjamin Peatfield (GBR)      | DNF-5                         |
| 17                            | Bram Welten (NED)             | 98è                           |

| Alpecin-Deceuninck ADC | Alpecin-Deceuninck ADC | Alpecin-Deceuninck ADC |
| ---------------------- | ---------------------- | ---------------------- |
| Núm                    | Ciclista               | Pos                    |
| 21                     | Robbe Ghys (BEL)       | NP-5                   |
| 22                     | Jensen Plowright (AUS) | 125è                   |
| 23                     | Jonas Rickaert (BEL)   | 87è                    |
| 24                     | Ramon Sinkeldam (NED)  | 96è                    |
| 25                     | Henri Uhlig (GER)      | 61è                    |
| 26                     | Simon Dehairs (BEL)    | 114è                   |

| Astana Qazaqstan Team AST | Astana Qazaqstan Team AST | Astana Qazaqstan Team AST |
| ------------------------- | ------------------------- | ------------------------- |
| Núm                       | Ciclista                  | Pos                       |
| 31                        | Mark Cavendish (GBR)      | 117è                      |
| 32                        | Davide Ballerini (ITA)    | 57è                       |
| 33                        | Max Kanter (GER)          | 70è                       |
| 34                        | Rüdiger Selig (GER)       | 129è                      |
| 35                        | Vadim Pronskiy (KAZ)      | 11è                       |
| 36                        | Harold Martín López (ECU) | 5è                        |
| 37                        | Nicolas Vinokourov (KAZ)  | 22è                       |

| Q36.5 Pro Cycling Team Q36 | Q36.5 Pro Cycling Team Q36   | Q36.5 Pro Cycling Team Q36 |
| -------------------------- | ---------------------------- | -------------------------- |
| Núm                        | Ciclista                     | Pos                        |
| 41                         | Negasi Abreha (ETH)          | 44è                        |
| 42                         | Marcel Camprubí Pijoan (ESP) | 26è                        |
| 43                         | Filippo Conca (ITA)          | 19è                        |
| 44                         | Mark Donovan (GBR)           | 18è                        |
| 45                         | Carl Fredrik Hagen (NOR)     | 9è                         |
| 46                         | Rory Townsend (IRL)          | 82è                        |
| 47                         | James Whelan (AUS)           | 28è                        |

| Caja Rural-Seguros RGA CJR | Caja Rural-Seguros RGA CJR | Caja Rural-Seguros RGA CJR |
| -------------------------- | -------------------------- | -------------------------- |
| Núm                        | Ciclista                   | Pos                        |
| 51                         | Daniel Babor (CZE)         | 132è                       |
| 52                         | Tomáš Bárta (CZE)          | 135è                       |
| 53                         | Jefferson Cepeda (ECU)     | 29è                        |
| 54                         | David González López (ESP) | 33è                        |
| 55                         | Calum Johnston (GBR)       | 47è                        |
| 56                         | Iúri Leitão (POR)          | 99è                        |
| 57                         | Jokin Murguialday (ESP)    | DNF-5                      |

| Team Polti Kometa PTK | Team Polti Kometa PTK  | Team Polti Kometa PTK |
| --------------------- | ---------------------- | --------------------- |
| Núm                   | Ciclista               | Pos                   |
| 61                    | Mirco Maestri (ITA)    | 62è                   |
| 62                    | Giovanni Lonardi (ITA) | 68è                   |
| 63                    | Paul Double (GBR)      | 3r                    |
| 64                    | Manuel Peñalver (ESP)  | 91è                   |
| 65                    | Diego Sevilla (ESP)    | 55è                   |
| 66                    | Andrea Pietrobon (ITA) | 75è                   |
| 67                    | Erik Fetter (HUN)      | 72è                   |

| Burgos-BH BBH | Burgos-BH BBH                      | Burgos-BH BBH |
| ------------- | ---------------------------------- | ------------- |
| Núm           | Ciclista                           | Pos           |
| 71            | George Jackson (NZL)               | 65è           |
| 72            | Sebastián Mora Vedri (ESP)         | 40è           |
| 73            | Jambaljamts Sainbayar (MGL) (ruta) | DNF-3         |
| 74            | Mario Aparicio (ESP)               | 8è            |
| 75            | Victor Langellotti (MON)           | 10è           |
| 76            | Alejandro Franco (ESP)             | 31è           |
| 77            | David Delgado Higueruelo (ESP)     | 48è           |

| VF Group-Bardiani CSF-Faizanè VBF | VF Group-Bardiani CSF-Faizanè VBF | VF Group-Bardiani CSF-Faizanè VBF |
| --------------------------------- | --------------------------------- | --------------------------------- |
| Núm                               | Ciclista                          | Pos                               |
| 81                                | Luca Colnaghi (ITA)               | 86è                               |
| 82                                | Filippo Magli (ITA)               | 58è                               |
| 83                                | Luca Paletti (ITA)                | 20è                               |
| 84                                | Mattia Pinazzi (ITA)              | 95è                               |
| 85                                | Manuele Tarozzi (ITA)             | 12è                               |
| 86                                | Enrico Zanoncello (ITA)           | 67è                               |
| 87                                | Samuele Zoccarato (ITA)           | 37è                               |

| Bingoal WB BWB | Bingoal WB BWB          | Bingoal WB BWB |
| -------------- | ----------------------- | -------------- |
| Núm            | Ciclista                | Pos            |
| 91             | Floris De Tier (BEL)    | 34è            |
| 92             | Davide Persico (ITA)    | 77è            |
| 93             | Lennert Teugels (BEL)   | 14è            |
| 94             | Marco Tizza (ITA)       | 21è            |
| 95             | Kenneth Van Rooy (BEL)  | 54è            |
| 96             | Nathan Vandepitte (FRA) | 92è            |
| 97             | Sasha Weemaes (BEL)     | 116è           |

| Team Corratec-Vini Fantini COR | Team Corratec-Vini Fantini COR | Team Corratec-Vini Fantini COR |
| ------------------------------ | ------------------------------ | ------------------------------ |
| Núm                            | Ciclista                       | Pos                            |
| 101                            | Valerio Conti (ITA)            | 16è                            |
| 102                            | Etienne van Empel (NED)        | 105è                           |
| 103                            | Giulio Masotto (ITA)           | 139è                           |
| 104                            | Samuele Zambelli (ITA)         | 138è                           |
| 105                            | Simone Olivero (ITA)           | 119è                           |
| 106                            | Attilio Viviani (ITA)          | 106è                           |
| 107                            | Jakub Mareczko (ITA)           | 146è                           |

| TDT-Unibet TDT | TDT-Unibet TDT          | TDT-Unibet TDT |
| -------------- | ----------------------- | -------------- |
| Núm            | Ciclista                | Pos            |
| 111            | Martijn Budding (NED)   | 102è           |
| 112            | Sebastian Nielsen (DEN) | 63è            |
| 114            | Andreas Stokbro (DEN)   | 41è            |
| 115            | Davide Bomboi (BEL)     | NP-2           |
| 116            | Lander Loockx (BEL)     | 6è             |
| 117            | Owen Geleijn (NED)      | 49è            |

| Team Novo Nordisk TNN | Team Novo Nordisk TNN   | Team Novo Nordisk TNN |
| --------------------- | ----------------------- | --------------------- |
| Núm                   | Ciclista                | Pos                   |
| 121                   | Antonio Polga (ITA)     | 89è                   |
| 122                   | Sam Brand (GBR)         | 88è                   |
| 123                   | Matyáš Kopecký (CZE)    | NP-6                  |
| 124                   | Péter Kusztor (HUN)     | 46è                   |
| 125                   | David Lozano Riba (ESP) | 50è                   |
| 126                   | Andrea Peron (ITA)      | 74è                   |
| 127                   | Filippo Ridolfo (ITA)   | 110è                  |

| Terengganu Cycling Team TSG | Terengganu Cycling Team TSG | Terengganu Cycling Team TSG |
| --------------------------- | --------------------------- | --------------------------- |
| Núm                         | Ciclista                    | Pos                         |
| 131                         | Anatoli Budiak (UKR)        | 23è                         |
| 132                         | Metkel Eyob (ERI)           | 4t                          |
| 133                         | Merhawi Kudus (ERI)         | 2n                          |
| 134                         | Nur Aiman Zariff (MAS)      | 142è                        |
| 135                         | Youcef Reguigui (ALG)       | 137è                        |
| 136                         | Nur Aiman Rosli (MAS)       | 128è                        |
| 137                         | Andreas Miltiadis (CYP)     | 60è                         |

| China Glory-Mentech Continental Cycling Team CGC | China Glory-Mentech Continental Cycling Team CGC | China Glory-Mentech Continental Cycling Team CGC |
| ------------------------------------------------ | ------------------------------------------------ | ------------------------------------------------ |
| Núm                                              | Ciclista                                         | Pos                                              |
| 141                                              | Lyu Xianjing (CHN)                               | 36è                                              |
| 142                                              | Ma Binyan (CHN)                                  | 147è                                             |
| 143                                              | Willie Smit (RSA)                                | 45è                                              |
| 144                                              | Lucas De Rossi (FRA)                             | 51è                                              |
| 146                                              | Teng Geng (CHN)                                  | 123è                                             |
| 147                                              | Reinardt Janse van Rensburg (RSA)                | 84è                                              |

| Tarteletto-Isorex TIS | Tarteletto-Isorex TIS | Tarteletto-Isorex TIS |
| --------------------- | --------------------- | --------------------- |
| Núm                   | Ciclista              | Pos                   |
| 151                   | Robbe Claeys (BEL)    | 71è                   |
| 152                   | Timothy Dupont (BEL)  | 100è                  |
| 153                   | Thomas Joseph (BEL)   | 53è                   |
| 154                   | Gianni Marchand (BEL) | 52è                   |
| 155                   | Jacob Relaes (BEL)    | 80è                   |
| 156                   | Arne Santy (BEL)      | 101è                  |
| 157                   | Mauro Verwilt (BEL)   | 76è                   |

| Bike Aid BAI | Bike Aid BAI            | Bike Aid BAI |
| ------------ | ----------------------- | ------------ |
| Núm          | Ciclista                | Pos          |
| 161          | Antoine Berlin (MON)    | 43è          |
| 162          | Léo Bouvier (FRA)       | 113è         |
| 163          | Vinzent Dorn (GER)      | 64è          |
| 164          | Pirmin Eisenbarth (GER) | 115è         |
| 165          | Oliver Mattheis (GER)   | 27è          |
| 166          | Anton Schiffer (GER)    | 38è          |
| 167          | Dawit Yemane (ERI)      | 15è          |

| Istanbul Büyükșehir Belediye Spor Türkiye BGS | Istanbul Büyükșehir Belediye Spor Türkiye BGS | Istanbul Büyükșehir Belediye Spor Türkiye BGS |
| --------------------------------------------- | --------------------------------------------- | --------------------------------------------- |
| Núm                                           | Ciclista                                      | Pos                                           |
| 171                                           | Natnael Berhane (ERI)                         | 25è                                           |
| 172                                           | Petros Mengs (ERI)                            | 69è                                           |
| 173                                           | Zeki Kaygisiz (TUR)                           | 124è                                          |
| 174                                           | Samet Bulut (TUR)                             | 81è                                           |
| 175                                           | Batuhan Özgür (TUR)                           | 149è                                          |

| Istanbul Büyüksehir Belediye Spor Türkiye IBB | Istanbul Büyüksehir Belediye Spor Türkiye IBB | Istanbul Büyüksehir Belediye Spor Türkiye IBB |
| --------------------------------------------- | --------------------------------------------- | --------------------------------------------- |
| Núm                                           | Ciclista                                      | Pos                                           |
| 176                                           | Muhammed Erkan (TUR)                          | 127è                                          |

| REMBE Pro Cycling Team Sauerland SVL | REMBE Pro Cycling Team Sauerland SVL | REMBE Pro Cycling Team Sauerland SVL |
| ------------------------------------ | ------------------------------------ | ------------------------------------ |
| Núm                                  | Ciclista                             | Pos                                  |
| 181                                  | Julian Borresch (GER)                | 42è                                  |
| 182                                  | Jan-Marc Temmen (GER)                | 90è                                  |
| 183                                  | Yago Aguirre (ESP)                   | 35è                                  |
| 184                                  | Paul Wright (NZL)                    | 103è                                 |
| 185                                  | Jonathan Rottmann (GER)              | 134è                                 |
| 186                                  | Henri-Johannes Appelbaum (GER)       | 59è                                  |
| 187                                  | Jacob Scott (GBR)                    | 104è                                 |

| Sakarya BB Pro Team SBB | Sakarya BB Pro Team SBB   | Sakarya BB Pro Team SBB |
| ----------------------- | ------------------------- | ----------------------- |
| Núm                     | Ciclista                  | Pos                     |
| 191                     | Burak Abay (TUR) (ruta)   | 24è                     |
| 192                     | Furkan Akcam (TUR)        | DNF-3                   |
| 193                     | Sergey Rostovtsev         | 148è                    |
| 194                     | Musa Mikayilzade (AZE)    | 112è                    |
| 195                     | Emre Yuca (TUR)           | DNF-4                   |
| 196                     | Emir Uzun (TUR)           | DNF-5                   |
| 197                     | Sefa Süleyman Temel (TUR) | DNF-4                   |

| Kinan Racing Team KIN | Kinan Racing Team KIN      | Kinan Racing Team KIN |
| --------------------- | -------------------------- | --------------------- |
| Núm                   | Ciclista                   | Pos                   |
| 201                   | Yudai Arashiro (JPN)       | 107è                  |
| 202                   | Ryan Cavanagh (AUS) (ruta) | 79è                   |
| 203                   | Raymond Kreder (NED)       | 111è                  |
| 204                   | Thomas Lebas (FRA)         | NP-7                  |
| 205                   | Daiki Magosaki (JPN)       | 97è                   |
| 206                   | Drew Morey (AUS)           | 32è                   |
| 207                   | Genki Yamamoto (JPN)       | 93è                   |

| Adria Mobil ADR | Adria Mobil ADR        | Adria Mobil ADR |
| --------------- | ---------------------- | --------------- |
| Núm             | Ciclista               | Pos             |
| 211             | Đorđe Đurić (SRB)      | 122è            |
| 212             | Tilen Finkšt (SLO)     | 73è             |
| 213             | Nicolas Gojković (CRO) | 126è            |
| 215             | Anže Skok (SLO)        | 94è             |
| 216             | Aljaž Turk (SLO)       | 78è             |
| 217             | Ramazan Yilmaz (TUR)   | 130è            |

| Mazowsze Serce Polski MSP | Mazowsze Serce Polski MSP | Mazowsze Serce Polski MSP |
| ------------------------- | ------------------------- | ------------------------- |
| Núm                       | Ciclista                  | Pos                       |
| 221                       | Marcin Budziński (POL)    | 13è                       |
| 222                       | Norbert Banaszek (POL)    | 118è                      |
| 223                       | Tomasz Budziński (POL)    | 39è                       |
| 224                       | Jakub Kaczmarek (POL)     | DNF-5                     |
| 225                       | Tobiasz Pawlak (POL)      | 136è                      |
| 226                       | Michał Pomorski (POL)     | 133è                      |
| 227                       | Konrad Czabok (POL)       | 120è                      |

| Spor Toto Cycling Team STC | Spor Toto Cycling Team STC | Spor Toto Cycling Team STC |
| -------------------------- | -------------------------- | -------------------------- |
| Núm                        | Ciclista                   | Pos                        |
| 231                        | Serdar Depe (TUR)          | 30è                        |
| 232                        | Ahmet Örken (TUR)          | 85è                        |
| 233                        | Feritcan Şamlı (TUR)       | 131è                       |
| 234                        | Doğukan Arikan (TUR)       | 143è                       |
| 235                        | Tahir Yigit (TUR)          | 140è                       |
| 236                        | Kaan Ozkalbim (TUR)        | DNF-4                      |
| 237                        | Mehmet Kanat (TUR)         | 144è                       |

| Konya Büyükşehir Belediye Spor KBB | Konya Büyükşehir Belediye Spor KBB | Konya Büyükşehir Belediye Spor KBB |
| ---------------------------------- | ---------------------------------- | ---------------------------------- |
| Núm                                | Ciclista                           | Pos                                |
| 244                                | Eyüp Karagöbek (TUR)               | 145è                               |
| 246                                | Mustafa Tarakci (TUR)              | DNF-4                              |